# واين سليب
واين فيليب سليب (بالإنجليزية: Wayne Sleep)‏‏ (مواليد 17 يوليو 1948) هو راقص ومخرج ومصمم رقصات وممثل إنجليزي.

## روابط خارجية
- واين سليب على موقع IMDb (الإنجليزية)
- واين سليب على موقع الموسوعة البريطانية (الإنجليزية)
- واين سليب على موقع ديسكوغز (الإنجليزية)
- واين سليب على موقع قاعدة بيانات الفيلم (الإنجليزية)